# Łaziska (gemeente)
De gemeente Łaziska is een landgemeente in het Poolse woiwodschap Lublin, in powiat Opolski (Lublin).
De zetel van de gemeente is in Łaziska.
Op 30 juni 2006, telde de gemeente 5478 inwoners.

## Oppervlakte gegevens
In 2002 bedroeg de totale oppervlakte van gemeente Łaziska 101,65 km², waarvan:
- agrarisch gebied: 66%
- bossen: 23%

De gemeente beslaat 12,64% van de totale oppervlakte van de powiat.

## Demografie
Stand op 30 juni 2004:
| Omschrijving                   | Totaal | Totaal | Vrouwen | Vrouwen | Mannen | Mannen |
| ------------------------------ | ------ | ------ | ------- | ------- | ------ | ------ |
| eenheid                        | aantal | %      | aantal  | %       | aantal | %      |
| inwoners                       | 4866   | 100    | 2487    | 51,1    | 2379   | 48,9   |
| bevolkingsdichtheid (inw./km²) | 47,9   | 47,9   | 24,5    | 24,5    | 23,4   | 23,4   |

In 2002 bedroeg het gemiddelde inkomen per inwoner 1262,93 zł.

## Plaatsen
Braciejowice, Głodno, Grabowiec, Janiszów, Kamień, Kolonia-Kamień, Kępa Gostecka, Kępa Piotrawińska, Kępa Solecka, Koło, Kopanina Kaliszańska, Kopanina Kamieńska, Kosiorów, Las Dębowy, Łaziska, Łaziska-Kolonia, Niedźwiada Duża, Niedźwiada Mała, Piotrawin, Piotrawin-Kolonia, Trzciniec, Wojciechów, Wrzelów, Zakrzów, Zgoda.

## Aangrenzende gemeenten
Chotcza, Józefów nad Wisłą, Karczmiska, Opole Lubelskie, Solec nad Wisłą, Wilków